# Atalanta Bergamasca Calcio U23 2023-2024
Questa voce raccoglie le informazioni riguardanti l'Atalanta Bergamasca Calcio U23 nelle competizioni ufficiali della stagione 2023-2024.

## Stagione
Il 21 giugno 2023, a seguito della mancata iscrizione al campionato di Serie C del Siena, l'Atalanta U23 viene ufficialmente fondata e iscritta al girone A: gli orobici diventano così la seconda società italiana ad iscrivere una seconda squadra in un campionato professionistico. Per l'annata di debutto della formazione, il club bergamasco sceglie lo Stadio Comunale di Caravaggio, normalmente utilizzato dall'omonima squadra locale, come sede delle partite giocate in casa: tuttavia, a causa della necessità di completare i lavori di riqualificazione, i primi incontri casalinghi vengono disputati allo stadio Città di Gorgonzola, dato in affitto alla Giana Erminio dal comune cittadino. Quanto alla guida tecnica, Fabio Gatti viene nominato direttore sportivo, mentre Francesco Modesto diventa il primo allenatore nella storia della squadra, affiancato dall'ex atalantino Giuseppe Biava nelle vesti di secondo. La rosa, invece, viene allestita principalmente chiamando in causa giovani calciatori provenienti dalla Primavera, o rientrati da altre esperienze in prestito, oltre all'innesto di alcuni profili più esperti, fra cui Alberto Masi. ciò consente al club, fra gli altri aspetti, anche di ridurre il proprio monte prestiti, che nelle stagioni precedenti aveva raggiunto numeri particolarmente elevati.
Il 3 settembre seguente, l'Atalanta U23 disputa il suo primo incontro ufficiale, una sfida di campionato contro la Virtus Verona, che si conclude con un 3-2 a favore del club veneto. Nell'occasione, Moustapha Cissé mette a segno la prima rete nella storia del club.
Nello stesso mese, Matevž Dajčar, Iacopo Regonesi e Leonardo Mendicino diventano i primi giocatori dell'Atalanta U23 ad essere convocati dalle rispettive nazionali: il primo riceve la chiamata dell'Under-21 slovena, mentre gli ultimi due vengono selezionati, rispettivamente, dalle nazionali Under-20 e Under-18 italiane. Il 15 settembre, la squadra conquista la sua prima vittoria assoluta, battendo in casa la Giana Erminio per 3-2 in campionato, mentre il 24 ottobre, con lo stesso punteggio, vince la prima partita in trasferta sul campo del Novara. 
Il 25 novembre, nell'incontro di Serie A contro il Napoli, Giovanni Bonfanti diventa il primo calciatore dell'U23 a giocare una partita con la prima squadra atalantina; il 14 dicembre seguente, in occasione dell'ultima partita del girone D di UEFA Europa League contro il Raków Częstochowa, sei diversi giocatori dell'Under-23 fanno il loro debutto in una competizione europea con la maglia dell'Atalanta: Tommaso De Nipoti, Moustapha Cissé, Leonardo Mendicino, Marco Palestra, Tommaso Del Lungo e Giovanni Bonfanti, con quest'ultimo che segna anche una delle quattro reti del match.

## Divise e sponsor
Lo sponsor tecnico è Joma.
| Casa | Trasferta |  |

## Organigramma societario
Area tecnica
- Allenatore: Francesco Modesto
- Allenatore in seconda: Giuseppe Biava
- Collaboratore tecnico: Rolando Bianchi
- Preparatore atletico: Giacomo Gigliotti
- Assistente preparatore atletico: Daniele Maggioni
- Preparatore dei portieri: Giorgio Frezzolini

## Rosa
Rosa aggiornata al 1º febbraio 2024.
| N. |                           | Ruolo | Calciatore         |
| -- | ------------------------- | ----- | ------------------ |
| 1  | Italia (bandiera)         | P     | Ludovico Gelmi     |
| 2  | Italia (bandiera)         | D     | Marco Palestra     |
| 3  | Italia (bandiera)         | D     | Tommaso Del Lungo  |
| 4  | Italia (bandiera)         | D     | Gabriele Berto     |
| 5  | Italia (bandiera)         | C     | Leonardo Mendicino |
| 6  | Italia (bandiera)         | D     | Giovanni Bonfanti  |
| 7  | Albania (bandiera)        | C     | Endri Muhameti     |
| 8  | Italia (bandiera)         | C     | Emmanuel Gyabuaa   |
| 9  | Camerun (bandiera)        | A     | Jonathan Italeng   |
| 10 | Italia (bandiera)         | A     | Christian Capone   |
| 11 | Guinea (bandiera)         | A     | Moustapha Cissé    |
| 12 | Polonia (bandiera)        | P     | Piotr Pardel       |
| 13 | Italia (bandiera)         | D     | Marco Varnier      |
| 14 | Italia (bandiera)         | D     | Davide Ghislandi   |
| 15 | Italia (bandiera)         | D     | Daniele Solcia     |
| 17 | Rep. Ceca (bandiera)      | A     | Lukáš Vorlický     |
| 19 | Costa d'Avorio (bandiera) | C     | Alassane Sidibe    |
| 20 | Italia (bandiera)         | A     | Giuseppe Di Serio  |
| 22 | Slovenia (bandiera)       | P     | Matevz Dajcar      |

| N. |                     | Ruolo | Calciatore              |
| -- | ------------------- | ----- | ----------------------- |
| 23 | Italia (bandiera)   | D     | Andrea Ceresoli         |
| 24 | Norvegia (bandiera) | C     | Alwande Roaldsøy        |
| 25 | Italia (bandiera)   | A     | Federico Pagani         |
| 26 | Italia (bandiera)   | D     | Alberto Masi (capitano) |
| 27 | Italia (bandiera)   | A     | Dominic Vavassori       |
| 28 | Italia (bandiera)   | D     | Iacopo Regonesi         |
| 32 | Italia (bandiera)   | C     | Matteo Colombo          |
| 33 | Italia (bandiera)   | D     | Lorenzo Bernasconi      |
| 44 | Italia (bandiera)   | A     | Alessandro Falleni      |
| 72 | Italia (bandiera)   | C     | Alessandro Cortinovis   |
| 73 | Italia (bandiera)   | A     | Tommaso De Nipoti       |
| 77 | Italia (bandiera)   | P     | Lorenzo Avogadri        |
| 80 | Zambia (bandiera)   | C     | Mannah Chiwisa          |
| 86 | Nigeria (bandiera)  | C     | Theophilus Awua         |
| 90 | Italia (bandiera)   | A     | Alessio Rosa            |
| 95 | Italia (bandiera)   | P     | Paolo Vismara           |
| 97 | Italia (bandiera)   | D     | Christian Mora          |
| 99 | Italia (bandiera)   | C     | Alessandro Mallamo      |

## Risultati

### Serie C

#### Girone di andata
| 3 settembre 2023 1ª giornata | Atalanta U23 | 2 – 3 | Virtus Verona |  |

| 10 settembre 2023 2ª giornata | Trento | 0 – 0 | Atalanta U23 |  |

| 15 settembre 2023 3ª giornata | Atalanta U23 | 3 – 2 | Giana Erminio |  |

| 20 settembre 2023 4ª giornata | Renate | 1 – 0 | Atalanta U23 |  |

| 24 settembre 2023 5ª giornata | Atalanta U23 | 2 – 0 | Pro Vercelli |  |

| 30 settembre 2023 6ª giornata | L.R. Vicenza | 3 – 0 | Atalanta U23 |  |

| 7 ottobre 2023 7ª giornata | Atalanta U23 | 1 – 1 | AlbinoLeffe |  |

| 31 ottobre 2023 8ª giornata | Alessandria | 2 – 0 | Atalanta U23 |  |

| 20 ottobre 2023 9ª giornata | Atalanta U23 | 1 – 0 | Legnago |  |

| 24 ottobre 2023 10ª giornata | Novara | 2 – 3 | Atalanta U23 |  |

| 28 ottobre 2023 11ª giornata | Lumezzane | 1 – 2 | Atalanta U23 |  |

| 5 novembre 2023 12ª giornata | Atalanta U23 | 1 – 0 | Fiorenzuola |  |

| 11 novembre 2023 13ª giornata | Pergolettese | 0 – 3 | Atalanta U23 |  |

| 5 dicembre 2023 14ª giornata | Atalanta U23 | 2 – 1 | Triestina |  |

| 24 novembre 2023 15ª giornata | Atalanta U23 | 0 – 2 | Mantova |  |

| 2 dicembre 2023 16ª giornata | Pro Patria | 1 – 0 | Atalanta U23 |  |

| 9 dicembre 2023 17ª giornata | Atalanta U23 | 0 – 1 | Padova |  |

| 16 dicembre 2023 18ª giornata | Pro Sesto | 0 – 1 | Atalanta U23 |  |

| 22 dicembre 2023 19ª giornata | Atalanta U23 | 0 – 0 | Arzignano |  |

#### Girone di ritorno
| 6 gennaio 2024 20ª giornata | Virtus Verona | 0 – 1 | Atalanta U23 |  |

| 13 gennaio 2024 21ª giornata | Atalanta U23 | 1 – 0 | Trento |  |

| 20 gennaio 2024 22ª giornata | Giana Erminio | 0 – 0 | Atalanta U23 |  |

| 21 febbraio 2024 23ª giornata | Atalanta U23 | 2 – 2 | Renate |  |

| 4 febbraio 2024 24ª giornata | Pro Vercelli | 1 – 1 | Atalanta U23 |  |

| 10 febbraio 2024 25ª giornata | Atalanta U23 | 1 – 2 | L.R. Vicenza |  |

| 13 febbraio 2024 26ª giornata | AlbinoLeffe | 0 – 1 | Atalanta U23 |  |

| 18 febbraio 2024 27ª giornata | Atalanta U23 | 2 – 0 | Alessandria |  |

| 26 febbraio 2024 28ª giornata | Legnago | 1 – 1 | Atalanta U23 |  |

| 2 marzo 2024 29ª giornata | Atalanta U23 | 0 – 0 | Novara |  |

| 5 marzo 2024 30ª giornata | Atalanta U23 | 1 – 0 | Lumezzane |  |

| 11 marzo 2024 31ª giornata | Fiorenzuola | 2 – 1 | Atalanta U23 |  |

| 16 marzo 2024 32ª giornata | Atalanta U23 | 0 – 2 | Pergolettese |  |

| 3 aprile 2024 33ª giornata | Triestina | 1 – 1 | Atalanta U23 |  |

| 30 marzo 2024 34ª giornata | Mantova | 1 – 1 | Atalanta U23 |  |

| 7 aprile 2024 35ª giornata | Atalanta U23 | 4 – 1 | Pro Patria |  |

| 13 aprile 2024 36ª giornata | Padova | 2 – 0 | Atalanta U23 |  |

| 20 aprile 2024 37ª giornata | Atalanta U23 | 3 – 0 | Pro Sesto |  |

| 28 aprile 2024 38ª giornata | Arzignano | 1 – 1 | Atalanta U23 |  |

#### Play-off

##### Turni preliminari
| 7 maggio 2024 Primo turno | Atalanta U23 | 3 – 1 | Trento |  |

| 11 maggio 2024 Secondo turno | Atalanta U23 | 1 – 1 | Legnago |  |

##### Fase nazionale
| 14 maggio 2024 Primo turno - Andata | Atalanta U23 | 0 – 1 | Catania |  |

| 18 maggio 2024 Primo turno - Ritorno | Catania | 0 – 1 | Atalanta U23 |  |

### Coppa Italia Serie C

#### Turni eliminatori
| Arbitro: | Silvestri (Roma 1) |

|                                     |                      |                           |
| Basso Ricci 17’ Righetti 94’        | Marcatori            | 70’ Italeng 106’ Falleni  |
| Taugourdeau Malotti Capelli Cannavò | Tiri di rigore 4 – 1 | Roaldsøy Ceresoli Falleni |

## Statistiche

### Statistiche di squadra
Statistiche aggiornate al 24 settembre
| Competizione         | Punti | In casa | In casa | In casa | In casa | In casa | In casa | In trasferta | In trasferta | In trasferta | In trasferta | In trasferta | In trasferta | Totale | Totale | Totale | Totale | Totale | Totale | D.R. |
| Competizione         | Punti | G       | V       | N       | P       | Gf      | Gs      | G            | V            | N            | P            | Gf           | Gs           | G      | V      | N      | P      | Gf     | Gs     | D.R. |
| -------------------- | ----- | ------- | ------- | ------- | ------- | ------- | ------- | ------------ | ------------ | ------------ | ------------ | ------------ | ------------ | ------ | ------ | ------ | ------ | ------ | ------ | ---- |
| Serie C              | 59    | 19      | 10      | 4       | 5       | 26      | 17      | 19           | 6            | 7            | 6            | 17           | 19           | 38     | 16     | 11     | 11     | 43     | 36     | +7   |
| Coppa Italia Serie C | -     | 0       | 0       | 0       | 0       | 0       | 0       | 1            | 0            | 1            | 0            | 2            | 2            | 1      | 0      | 1      | 0      | 2      | 2      | 0    |
| Totale               | -     | 19      | 10      | 4       | 5       | 26      | 17      | 20           | 6            | 8            | 6            | 19           | 21           | 39     | 16     | 12     | 11     | 45     | 38     | +7   |

### Andamento in campionato
| Giornata  | 1  | 2  | 3  | 4  | 5  | 6  | 7  | 8  | 9  | 10 | 11 | 12 | 13 | 14 | 15 | 16 | 17 | 18 | 19 | 20 | 21 | 22 | 23 | 24 | 25 | 26 | 27 | 28 | 29 | 30 | 31 | 32 | 33 | 34 | 35 | 36 | 37 | 38 |
| --------- | -- | -- | -- | -- | -- | -- | -- | -- | -- | -- | -- | -- | -- | -- | -- | -- | -- | -- | -- | -- | -- | -- | -- | -- | -- | -- | -- | -- | -- | -- | -- | -- | -- | -- | -- | -- | -- | -- |
| Luogo     | C  | T  | C  | T  | C  | T  | C  | T  | C  | T  | T  | C  | T  | C  | C  | T  | C  | T  | C  | T  | C  | T  | C  | T  | C  | T  | C  | T  | C  | C  | T  | C  | T  | T  | C  | T  | C  | T  |
| Risultato | P  | N  | V  | P  | V  | P  | N  | P  | V  | V  | V  | V  | V  | V  | P  | P  | P  | V  | N  | V  | V  | N  | N  | N  | P  | V  | V  | N  | N  | V  | P  | P  | N  | N  | V  | P  | V  | N  |
| Posizione | 13 | 15 | 10 | 13 | 10 | 13 | 13 | 15 | 13 | 10 | 7  | 6  | 4  | 4  | 4  | 6  | 6  | 5  | 5  | 5  | 4  | 4  | 4  | 4  | 5  | 5  | 5  | 5  | 5  | 5  | 5  | 5  | 5  | 5  | 5  | 5  | 5  | 5  |

Legenda:

Luogo: C = Casa; T = Trasferta. Risultato: V = Vittoria; N = Pareggio; P = Sconfitta.